# جوزيه ميدينا
جوزيه ميدينا (بالإنجليزية: Jose Medina)‏ هو سياسي أمريكي، ولد في 29 مارس 1953 في سان خوسيه في الولايات المتحدة. حزبياً، نشط في حزب كاليفورنيا الديمقراطي ‏. وقد انتخب عضو جمعية ولاية كاليفورنيا.

## وصلات خارجية
- الموقع الرسمي